# サラハ

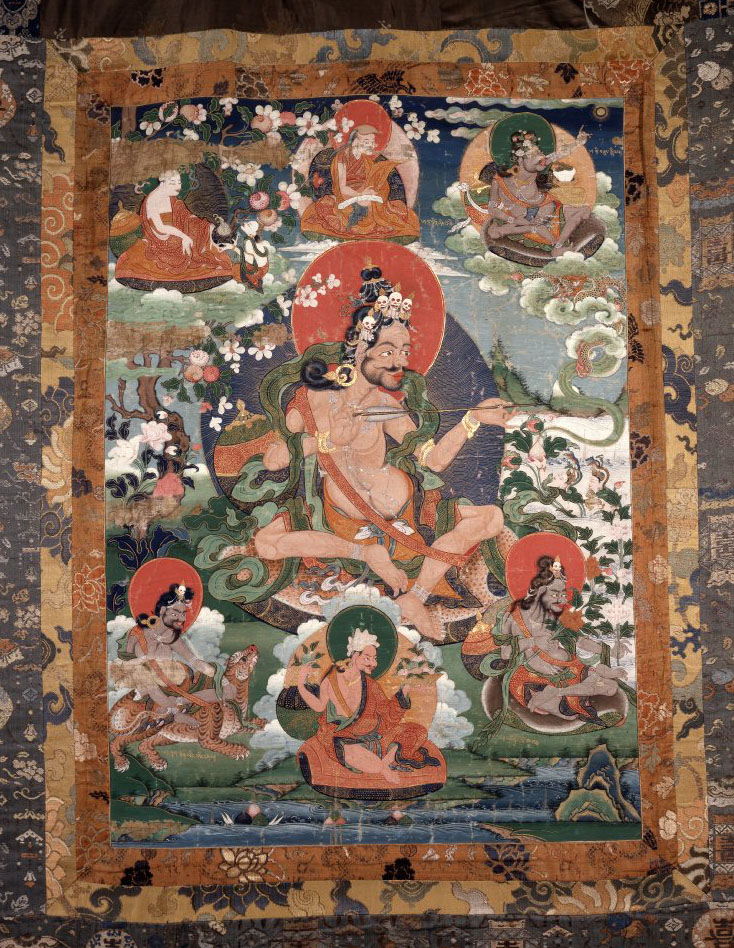
サラハ（中央）。大英博物館蔵

サラハ（Saraha）またはサラハパーダ（Sarahapāda）は、密教サハジャ乗を説いたインドの僧で、シッダ（成就者）のひとりとされ、詩集『ドーハー・コーシャ』の作者として知られる。経歴は不明であるが、サラハを含むサハジャ乗のシッダたちは8世紀から11世紀ごろの人物とされる。
「サラハ」という名前は「矢（śara）を射た（han）」を意味するとされ、図像学上は矢を持つ姿で表される。

## 伝説
サラハについては12世紀の『八十四成就者伝』や16世紀のパウォ・ツクラク『賢者の宴』など、主にチベットで書かれた書物に伝記が載せられているが、これらの書物にいうところは実にさまざまであり、生まれた年も紀元前3世紀から12世紀まで、場所も南インド・東インド・北インドなどと一致せず、史実としては何もわからないというのに近い。
『八十四成就者伝』の伝えるところによると、サラハはダーキニーの子で、東インドのバラモンだったが、仏教にも帰依し、昼間はバラモンの教え、夜は仏教の勤めを行っていた。あるときバラモンたちはサラハが酒を飲んでバラモンの戒律を破ったと聞き、彼を追放するよう王に訴えた。サラハは自らの無実を証明するために王や他のバラモンの前でさまざまな神通力を示した。このときサラハは王・王妃・人々のための3つのドーハーを歌い、バラモンたちは仏門に入った。その後サラハは15歳の娘とともに隠棲した。ある日サラハは娘にカブの料理が食べたいと言い、娘はカブを煮込んだが、サラハはそのまま12年間も三昧に入り、三昧から戻った後にカブはどうしたかと聞いた。それからサラハは山にこもろうとしたが、娘は「体が孤独であっても心が孤独でなければなりません。あなたは12年間も三昧に入っていたのにカブの概念から離れられなかったではありませんか。山に行ったところで何になるでしょう。」と言った。娘のこの言葉によってサラハは執着を捨て、マハームドラー（大印契）を得た。
別の伝説によると、サラハは南インドのバラモンで、ラーフラの弟子になり、またナーガールジュナの師であった。あるとき市場で娘が矢を作っている様子を見て真理を悟り、名前をサラハ（矢を射た）と改めた。サラハは娘とともに瞑想やヨーガの修練を行った。サラハは死体置き場に住んでヴァジュラギーティを歌ったが、人々はサラハの破戒行為を非難した。そこでサラハはドーハーを作って人々・王妃・王を教化した。

## 著作
サラハはアパブランシャで書かれた有韻二行連詩（ドーハー）を集めた教説的詩集『ドーハー・コーシャ』（dohākoṣa）の作者としてもっとも知られる。
日本語訳:
- 奈良康明「サラハパーダ作 ドーハー・コーシャ (翻訳及びノート) (I)」『駒澤大學佛教學部研究紀要』第24巻、1966年、13-33頁。
- 奈良康明「サラハパーダ作 ドーハー・コーシャ (翻訳及びノート) (II)」『駒澤大學佛教學部研究紀要』第25巻、1967年、28-50頁。

サラハの作とされるドーハー集にはほかに『王のドーハー』と『王妃のドーハー』が存在するが、これらの真偽についてはチベット人の間でも議論があり、11世紀ネパールのBalpo Asuによる偽作とする説があった。一般にカギュー派はこれらを真作としたが、他派はそうでなかった。

## 影響
15世紀のカビールなど、サント（聖賢詩人）と言われる人々のドーハーと『ドーハー・コーシャ』の内容が、既存の宗教の批判や経典など書かれたものに対する不信感など、主題的にサラハのものによく似ていることが指摘されている。在俗の宗教家であるサントは無属性の唯一の真実在を崇敬し、ヒンドゥー教のシヴァ派のナート派の思想の流れを汲む。

## 関連文献
- 和尚（バグワン・シュリ・ラジニーシ）『タントラの変容―サラハの王の歌〈タントラ・ヴィジョン2〉』マ・アムリッタ・テジャス 訳、市民出版社、2000年